# 商震
商 震（しょう しん、1888年9月21日 - 1978年5月15日）は、中華民国の軍人。閻錫山率いる山西派の一員であり、また日中戦争（抗日戦争）期における国民革命軍の将軍として活躍した。最終階級は国民革命軍二級上将。字は啓予・起予。本貫は浙江省紹興府山陰県。

## 事跡

### 革命派としての活動
1905年（光緒31年）、保定北洋陸軍速成学堂（後の保定陸軍軍官学校）洋文班に入学する。この頃から革命派の思想に傾倒し始める。1909年（宣統元年）から新軍第20鎮で官を歴任し、1910年（宣統2年）3月、第20鎮参謀となったときに馮玉祥と知り合い、盟兄弟の契りを結んだ。
後に商震は清の海軍大臣載洵の暗殺を謀ったが、事前に漏れ、日本へ逃亡し、陸軍関連の学校で学ぶ。このとき、商震は孫文（孫中山）と知り合い、中国同盟会に加入した。帰国後の1911年（宣統3年）8月、革命派の関外民軍総司令として奉天近辺で蜂起する。辛亥革命勃発後は対清軍で不利となり、山東省の煙台へ移って各地の民軍と連携を取った。

### 北京政府初期の活動
中華民国成立後の1912年（民国元年）10月、商震は山東第2混成旅旅長に任ぜられた。1913年（民国2年）5月、北京政府陸軍部顧問として北京に召還されたが、二次革命（第二革命）への参与を疑われ、京畿軍政執法処長の陸建章に逮捕されてしまう。このとき、陸建章と縁戚関係にあった馮玉祥の口利きがあり、幸いにして釈放された。
1914年（民国3年）2月、商震は陸建章から河南省倉庫総弁に任ぜられる。同年、陸建章が白朗鎮圧のために陝西省に入ると、商震も呼び出され、陝北衛戍司令部参謀長に起用された。1915年（民国4年）3月には、陝西省第1旅旅長兼陝北衛戍司令に昇進している。1916年（民国5年）6月、護国戦争で袁世凱に味方した陸建章が失脚すると、商震は山西督軍閻錫山を頼り、その下で団長に起用された。

### 山西派での台頭
1917年（民国6年）7月、商震は張勲復辟の鎮圧に貢献し、晋軍（山西軍）第4混成旅旅長に昇進した。同時期に段祺瑞が行った援湘（湖南討伐）に商震は派遣されたが、このとき全旅覆滅の敗北を喫している。山西に戻った後に商震は兵工廠主管を命ぜられたが、このときの運営は優秀で、山西軍の強化に貢献した。その後指揮官に復帰して軍功をあげ、1918年7月、山西陸軍第1混成旅旅長に返り咲いている。
1924年（民国13年）1月、商震は山西省暫編第1混成旅旅長に昇進する。同年冬、国民軍に味方する河南省の樊鍾秀が山西に攻撃を仕掛け、一時山西が危機に陥ったが、商震がこれを迎撃して敗退させた。1926年（民国15年）の南口大戦では、他の北京政府軍と協力して国民軍を包囲・攻撃した。同年8月、国民軍が南口から撤退すると、商震は綏遠都統に任ぜられた。

### 山西派からの離脱
1927年（民国16年）に、閻錫山が北伐に呼応すると、晋軍は国民革命軍第3集団軍に改組された。商震は閻錫山から第3集団軍代理総司令に任ぜられ、奉天派に対する攻撃を開始している。同年7月、第1軍団軍団長に任ぜられ、9月には第3集団軍左路総指揮を兼ねた。1928年（民国17年）4月、商震は保定・北京・天津等を次々と攻略している。6月、河北省政府主席に任命され、10月には国民政府軍事委員会委員となった。11月、北伐の軍功により、平津警備副司令（代理司令）に任ぜられた。
1929年（民国18年）3月、商震は中国国民党第3期候補中央監察委員に選出された。しかし、この頃から閻錫山は商震が自主的な行動をしているのではないかと疑い始める。同年10月、閻錫山は商震を山西に召還し、有名無実な地位にすぎない山西省政府主席に任命した。このため、1930年（民国19年）に閻錫山が反蔣介石の中原大戦を起こした際には、商震はこれに非協力的な態度をとっている。
これが幸いして、反蔣介石軍敗北後の1931年（民国20年）1月に、商震は引き続き山西省政府主席に留任して民政庁長も兼ね、4月には、張学良が北平で組織した陸海空軍副総司令行営で第4軍軍長も兼ねた。7月、商震は石友三の反蔣介石クーデター鎮圧に貢献し、第32軍軍長として新たに軍を編制している。しかし、その後も閻錫山の影響力・介入が続き、これを嫌った商震は8月に山西省政府主席の地位を自ら辞任した。以後、商震は山西派からは離脱していくことになる。

### 華北での活動
1932年（民国21年）10月、満州事変（九・一八事変）後の日本軍に対処するため、商震は国民党中央軍事委員会北平分会代理委員長に任ぜられた。1933年（民国22年）2月、長城を日本軍に脅かされたため、商震は張学良から華北第2軍団司令に任ぜられた。商震は懸命に抗戦したが、3月には敗退している。5月31日、塘沽協定締結により、商震の第32軍は北平南苑まで撤退した。同年10月、商震は北京近郊で吉鴻昌・方振武率いる察哈爾民衆抗日同盟軍を追い詰め、最終的に交渉により2人を降伏させた（ただし2人ともまもなく逃走）。
1935年（民国24年）4月、商震は二級上将の位を授与される。6月、土肥原・秦徳純協定の一環で河北省政府主席于学忠が罷免されたため、商震が同政府主席に返り咲いた。6月には天津警備司令も兼ねている。この頃、日本側から親日政府樹立などを呼びかけられたが、商震はすべて拒絶した。同年12月、商震は各職を辞任し、1936年（民国25年）1月に河南省政府主席に転じている。2月、蔣介石から山西省に入った紅軍の討伐を命じられたが、商震は非協力的で軍勢の保持を図った。

### 日中戦争での活動
日中戦争（抗日戦争）が勃発すると、1937年（民国26年）に商震は第1戦区第20集団軍総司令兼第32軍軍長に任ぜられ、平漢線で日本軍を迎撃したが、抗し得ずに敗退している。1938年（民国27年）、第9戦区に配属され、武漢会戦に参戦した。1939年（民国28年）3月、第9戦区副司令長官に昇進し、長官の薛岳を補佐して、第1次・第2次の長沙会戦を戦っている。10月、第6戦区副司令長官に転じ、1940年（民国29年）2月には同戦区長官に昇進して、衡陽に駐留した。
同年中に商震は重慶に召還され、中央軍事委員会弁公庁主任に任ぜられた。1941年（民国30年）10月、中央軍事委員会外事局局長を兼任する。1943年（民国32年）、蔣介石に随従してカイロ会談に出席した。1944年（民国33年）3月、中国駐米軍事代表団団長としてアメリカに派遣され、大統領フランクリン・ルーズベルトに中国の軍事情勢を報告している。 

### 晩年
日中戦争終結後の1945年（民国34年）9月、国民政府参軍長に任命され、1946年（民国35年）1月には国連軍事参謀委員会中国代表団首席代表を兼ねた。1947年（民国36年）5月、商震は対日理事会中国代表に任命され、来日した。しかし、商震は国共内戦の推進に反対であり、1949年（民国38年）5月に対日理事会中国代表を辞任し、そのまま日本にとどまった。
蔣介石は台湾へ来るよう何度も商震に勧めたが、商震はまったく応じず、むしろ中華人民共和国に好意的な態度をとっている。1974年と1975年に商震は帰国し、周恩来・朱徳・葉剣英らと対談した。
1978年5月15日、商震は東京都で病没した。享年91（満89歳）。商震の遺骨は中国に送られ、八宝山革命公墓に納められている。

## 参考資料
- 張小曼「商震」中国社会科学院近代史研究所『民国人物伝 第12巻』中華書局、2005年。ISBN 7-101-02993-0。
- 劉国銘主編『中国国民党百年人物全書』団結出版社、2005年。ISBN 7-80214-039-0。
- 尹丕杰「商震」『民国高級将領列伝 4』解放軍出版社、1999年。ISBN 7-5065-1121-5。
- 劉寿林ほか編『民国職官年表』中華書局、1995年。ISBN 7-101-01320-1。
- 中国抗战正向战场作战记 China’s  Anti-Japanese War Combat Operations
  - Guo Rugui, editor-in-chief Huang Yuzhang
  - Jiangsu People's Publishing House
  - Date published : 2005-7-1
  - ISBN 7214030349
- Hsu Long-hsuen and Chang Ming-kai, History of The Sino-Japanese War (1937-1945) 2nd Ed. ,1971. Translated by Wen Ha-hsiung , Chung Wu Publishing; 33, 140th Lane, Tung-hwa Street, Taipei, Taiwan Republic of China.

| 先代劉郁芬 | 綏遠都統1926年9月 - 1927年11月 | 次代汲金純 |

| 先代（創設） | 河北省政府主席1928年6月 - 1929年8月 | 次代徐永昌 |

| 先代閻錫山 | 山西省政府主席1929年8月 - 1931年8月 | 次代徐永昌 |

| 先代張厚琬 | 河北省政府主席1935年6月 - 12月 | 次代宋哲元 |

| 先代王克敏 | 天津市長1935年6月 | 次代程克 |

| 先代劉峙 | 河南省政府主席1935年12月 - 1938年2月 | 次代程潜 |